# Liste der Nummer-eins-Hits in Belgien (2010)
Dies ist eine Liste der Nummer-eins-Hits in Belgien im Jahr 2010. Für die niederländischsprachigen Landesteile (Flandern) und die französischsprachigen Landesteile (Wallonie) werden getrennte Charts ermittelt. Veröffentlicht werden die Charts von Ultratop, das auf Initiative der Belgian Entertainment Association (BEA), der Vereinigung der Musik-, Film- und Spieleindustrie des Landes, entstanden ist.

## Flandern

### Singles
| ← 2009 ← | Liste der Nummer-eins-Hits in Belgien (Flandern) | Liste der Nummer-eins-Hits in Belgien (Flandern) | Liste der Nummer-eins-Hits in Belgien (Flandern) | 2011 →                    |
| \| Zeitraum \| Wo. ges. \| Interpret \| Titel Autor(en) \| Zusätzliche Informationen \| \| (Zeitraum, Wochen auf Platz eins, Interpret, Titel, Autor[en], zusätzliche Informationen) \| \| \| \| \| \| ----------------------------------------------------------------------------------------- \| -------- \| --------------------------- \| ---------------------------------------------------------------------------------------------------------------------------------------------------------------------------------------------------------------------------------------------------------------------------------------------- \| ------------------------- \| \| 5. Dezember 2009 – 15. Januar 2010 6 Wochen \| 6 \| The Black Eyed Peas \| Meet Me Halfway Sylvia Gordon, William Adams, Jean Baptiste Kouamé, Stacy Ferguson, Jaime Gomez, Keith Harris, Allan Apll Pineda, Printz Board, Karen Lee Orzolek, Nicholas Joseph Zinner, Brian Chase \| – \| \| 16. Januar 2010 – 29. Januar 2010 2 Wochen \| 2 \| Absynthe Minded \| Envoi Jan Robert Duthoy, Sergej Luc Van Bowel, Renaud Ghilbert, Jakob Dorus Nachtergaele, Bert Ward Frans Ostyn; Text: Hugo Claus \| – \| \| 30. Januar 2010 – 5. Februar 2010 1 Woche \| 1 \| Yeah Yeah Yeahs \| Heads Will Roll Karen Lee Orzolek, Nicholas Joseph Zinner, Brian Chase \| – \| \| 6. Februar 2010 – 26. Februar 2010 3 Wochen (insgesamt 5) \| 5 \| Natalia & Gabriel Rios \| Hallelujah Leonard Cohen \| – \| \| 27. Februar 2010 – 5. März 2010 1 Woche \| 1 \| Artists for Haiti \| We Are the World 25 for Haiti Lionel B. Richie Jr., Michael Joe Jackson \| – \| \| 6. März 2010 – 12. März 2010 1 Woche \| 1 \| Milk Inc. \| Storm Reginald Paul Stefan Penxten, Filip Lieven Karel Vandueren \| – \| \| 13. März 2010 – 26. März 2010 2 Wochen (insgesamt 5) \| 5 \| Natalia & Gabriel Rios \| Hallelujah Leonard Cohen \| – \| \| 27. März 2010 – 2. April 2010 1 Woche (insgesamt 3) \| 3 \| Tom Dice \| Me and My Guitar Tom Cyriel Eeckhout, Noah McNamara, Jeroen Katelijne Herman Swinnen \| – \| \| 3. April 2010 – 7. Mai 2010 5 Wochen \| 5 \| Lady Gaga feat. Beyoncé \| Telephone Beyoncé Gisselle Knowles, Rodney Roy Jerkins, LaShawn Ameen Daniels, Lazonate S. Franklin, Stefani Germanotta \| – \| \| 8. Mai 2010 – 28. Mai 2010 3 Wochen (insgesamt 4) \| 4 \| Stromae \| Alors on danse Paul Van Haver \| – \| \| 29. Mai 2010 – 4. Juni 2010 1 Woche \| 1 \| Tom Waes \| Dos cervezas David Vervoort, Jesse Fabre, Tom Yvo Adrien Waes \| – \| \| 5. Juni 2010 – 18. Juni 2010 2 Wochen (insgesamt 3) \| 3 \| Tom Dice \| Me and My Guitar Tom Cyriel Eeckhout, Noah McNamara, Jeroen Katelijne Herman Swinnen \| – \| \| 19. Juni 2010 – 25. Juni 2010 1 Woche (insgesamt 4) \| 4 \| Stromae \| Alors on danse Paul Van Haver \| – \| \| 26. Juni 2010 – 16. Juli 2010 3 Wochen (insgesamt 5) \| 5 \| Shakira feat. Freshlyground \| Waka Waka (This Time for Africa) Shakira Isabel Mebarak Ripol, John Graham Hill, Zolani Monica Mahola, Simon Eric Attwell, Peter David Cohen, Kyla-Rose Smith, Julio Navela Sigauque, Neil John Francis Hawks, Eugene Victor Doo Belley, Jean Paul Zé Bella, Emile Kojidie, Seredeal Scheepers \| – \| \| 17. Juli 2010 – 23. Juli 2010 1 Woche (insgesamt 5) \| 5 \| Yolanda Be Cool vs. DCUP \| We No Speak Americano! Musik: Renato Carosone; Text: Nicola Salerno \| – \| \| 24. Juli 2010 – 30. Juli 2010 1 Woche (insgesamt 5) \| 5 \| Shakira feat. Freshlyground \| Waka Waka (This Time for Africa) Shakira Isabel Mebarak Ripol, John Graham Hill, Zolani Monica Mahola, Simon Eric Attwell, Peter David Cohen, Kyla-Rose Smith, Julio Navela Sigauque, Neil John Francis Hawks, Eugene Victor Doo Belley, Jean Paul Zé Bella, Emile Kojidie, Seredeal Scheepers \| – \| \| 31. Juli 2010 – 27. August 2010 4 Wochen (insgesamt 5) \| 5 \| Yolanda Be Cool vs. DCUP \| We No Speak Americano! Musik: Renato Carosone; Text: Nicola Salerno \| – \| \| 28. August 2010 – 3. September 2010 1 Woche (insgesamt 5) \| 5 \| Shakira feat. Freshlyground \| Waka Waka (This Time for Africa) Shakira Isabel Mebarak Ripol, John Graham Hill, Zolani Monica Mahola, Simon Eric Attwell, Peter David Cohen, Kyla-Rose Smith, Julio Navela Sigauque, Neil John Francis Hawks, Eugene Victor Doo Belley, Jean Paul Zé Bella, Emile Kojidie, Seredeal Scheepers \| – \| \| 4. September 2010 – 17. September 2010 2 Wochen \| 2 \| Editors \| No Sound But the Wind (Live at Rock Werchter 2010) Edward Owen Lay, Russell Leetch, Thomas Michael Henry Smith, Christopher Dominic Urbanowicz \| – \| \| 18. September 2010 – 24. September 2010 1 Woche \| 1 \| Tim Berg \| Bromance Tim Bergling \| – \| \| 25. September 2010 – 1. Oktober 2010 1 Woche \| 1 \| Eminem feat. Rihanna \| Love the Way You Lie Alexander Grant Jr., Marshall B. Mathers III, Holly Brook \| – \| \| 2. Oktober 2010 – 15. Oktober 2010 2 Wochen \| 2 \| Aloe Blacc \| I Need a Dollar Jeffrey Scott Silverman, Leon Marcus Michels, Nicholas Anthony Movshon, Aloe Blacc \| – \| \| 16. Oktober 2010 – 26. November 2010 6 Wochen \| 6 \| Duck Sauce \| Barbra Streisand Frank Farian, Heinz Huth, Jürgen Huth, Fred Jay, Armand Van Helden, Alain Macklovitch \| – \| \| 27. November 2010 – 31. Dezember 2010 5 Wochen \| 5 \| The Black Eyed Peas \| The Time (Dirty Bit) Will Adams, Allan Apll Pineda, Jaime Luis Gomez, Stacy Ferguson, Adam Charles Wood Freeland, Alexander Charles Lachlan Drury \| – \| |                                                  |                                                  | |                           |
| ← 2009 |                                                  |                                                  | | → 2011 →                  |
| Zeitraum | Wo. ges.                                         | Interpret                                        | Titel Autor(en) | Zusätzliche Informationen |
| (Zeitraum, Wochen auf Platz eins, Interpret, Titel, Autor[en], zusätzliche Informationen) |                                                  |                                                  | |                           |
| 5. Dezember 2009 – 15. Januar 2010 6 Wochen | 6                                                | The Black Eyed Peas                              | Meet Me Halfway Sylvia Gordon, William Adams, Jean Baptiste Kouamé, Stacy Ferguson, Jaime Gomez, Keith Harris, Allan Apll Pineda, Printz Board, Karen Lee Orzolek, Nicholas Joseph Zinner, Brian Chase                                                                                         | –                         |
| 16. Januar 2010 – 29. Januar 2010 2 Wochen | 2                                                | Absynthe Minded                                  | Envoi Jan Robert Duthoy, Sergej Luc Van Bowel, Renaud Ghilbert, Jakob Dorus Nachtergaele, Bert Ward Frans Ostyn; Text: Hugo Claus | –                         |
| 30. Januar 2010 – 5. Februar 2010 1 Woche | 1                                                | Yeah Yeah Yeahs                                  | Heads Will Roll Karen Lee Orzolek, Nicholas Joseph Zinner, Brian Chase | –                         |
| 6. Februar 2010 – 26. Februar 2010 3 Wochen (insgesamt 5) | 5                                                | Natalia & Gabriel Rios                           | Hallelujah Leonard Cohen | –                         |
| 27. Februar 2010 – 5. März 2010 1 Woche | 1                                                | Artists for Haiti                                | We Are the World 25 for Haiti Lionel B. Richie Jr., Michael Joe Jackson | –                         |
| 6. März 2010 – 12. März 2010 1 Woche | 1                                                | Milk Inc.                                        | Storm Reginald Paul Stefan Penxten, Filip Lieven Karel Vandueren | –                         |
| 13. März 2010 – 26. März 2010 2 Wochen (insgesamt 5) | 5                                                | Natalia & Gabriel Rios                           | Hallelujah Leonard Cohen | –                         |
| 27. März 2010 – 2. April 2010 1 Woche (insgesamt 3) | 3                                                | Tom Dice                                         | Me and My Guitar Tom Cyriel Eeckhout, Noah McNamara, Jeroen Katelijne Herman Swinnen | –                         |
| 3. April 2010 – 7. Mai 2010 5 Wochen | 5                                                | Lady Gaga feat. Beyoncé                          | Telephone Beyoncé Gisselle Knowles, Rodney Roy Jerkins, LaShawn Ameen Daniels, Lazonate S. Franklin, Stefani Germanotta | –                         |
| 8. Mai 2010 – 28. Mai 2010 3 Wochen (insgesamt 4) | 4                                                | Stromae                                          | Alors on danse Paul Van Haver | –                         |
| 29. Mai 2010 – 4. Juni 2010 1 Woche | 1                                                | Tom Waes                                         | Dos cervezas David Vervoort, Jesse Fabre, Tom Yvo Adrien Waes | –                         |
| 5. Juni 2010 – 18. Juni 2010 2 Wochen (insgesamt 3) | 3                                                | Tom Dice                                         | Me and My Guitar Tom Cyriel Eeckhout, Noah McNamara, Jeroen Katelijne Herman Swinnen | –                         |
| 19. Juni 2010 – 25. Juni 2010 1 Woche (insgesamt 4) | 4                                                | Stromae                                          | Alors on danse Paul Van Haver | –                         |
| 26. Juni 2010 – 16. Juli 2010 3 Wochen (insgesamt 5) | 5                                                | Shakira feat. Freshlyground                      | Waka Waka (This Time for Africa) Shakira Isabel Mebarak Ripol, John Graham Hill, Zolani Monica Mahola, Simon Eric Attwell, Peter David Cohen, Kyla-Rose Smith, Julio Navela Sigauque, Neil John Francis Hawks, Eugene Victor Doo Belley, Jean Paul Zé Bella, Emile Kojidie, Seredeal Scheepers | –                         |
| 17. Juli 2010 – 23. Juli 2010 1 Woche (insgesamt 5) | 5                                                | Yolanda Be Cool vs. DCUP                         | We No Speak Americano! Musik: Renato Carosone; Text: Nicola Salerno | –                         |
| 24. Juli 2010 – 30. Juli 2010 1 Woche (insgesamt 5) | 5                                                | Shakira feat. Freshlyground                      | Waka Waka (This Time for Africa) Shakira Isabel Mebarak Ripol, John Graham Hill, Zolani Monica Mahola, Simon Eric Attwell, Peter David Cohen, Kyla-Rose Smith, Julio Navela Sigauque, Neil John Francis Hawks, Eugene Victor Doo Belley, Jean Paul Zé Bella, Emile Kojidie, Seredeal Scheepers | –                         |
| 31. Juli 2010 – 27. August 2010 4 Wochen (insgesamt 5) | 5                                                | Yolanda Be Cool vs. DCUP                         | We No Speak Americano! Musik: Renato Carosone; Text: Nicola Salerno | –                         |
| 28. August 2010 – 3. September 2010 1 Woche (insgesamt 5) | 5                                                | Shakira feat. Freshlyground                      | Waka Waka (This Time for Africa) Shakira Isabel Mebarak Ripol, John Graham Hill, Zolani Monica Mahola, Simon Eric Attwell, Peter David Cohen, Kyla-Rose Smith, Julio Navela Sigauque, Neil John Francis Hawks, Eugene Victor Doo Belley, Jean Paul Zé Bella, Emile Kojidie, Seredeal Scheepers | –                         |
| 4. September 2010 – 17. September 2010 2 Wochen | 2                                                | Editors                                          | No Sound But the Wind (Live at Rock Werchter 2010) Edward Owen Lay, Russell Leetch, Thomas Michael Henry Smith, Christopher Dominic Urbanowicz | –                         |
| 18. September 2010 – 24. September 2010 1 Woche | 1                                                | Tim Berg                                         | Bromance Tim Bergling | –                         |
| 25. September 2010 – 1. Oktober 2010 1 Woche | 1                                                | Eminem feat. Rihanna                             | Love the Way You Lie Alexander Grant Jr., Marshall B. Mathers III, Holly Brook | –                         |
| 2. Oktober 2010 – 15. Oktober 2010 2 Wochen | 2                                                | Aloe Blacc                                       | I Need a Dollar Jeffrey Scott Silverman, Leon Marcus Michels, Nicholas Anthony Movshon, Aloe Blacc | –                         |
| 16. Oktober 2010 – 26. November 2010 6 Wochen | 6                                                | Duck Sauce                                       | Barbra Streisand Frank Farian, Heinz Huth, Jürgen Huth, Fred Jay, Armand Van Helden, Alain Macklovitch | –                         |
| 27. November 2010 – 31. Dezember 2010 5 Wochen | 5                                                | The Black Eyed Peas                              | The Time (Dirty Bit) Will Adams, Allan Apll Pineda, Jaime Luis Gomez, Stacy Ferguson, Adam Charles Wood Freeland, Alexander Charles Lachlan Drury | –                         |

### Alben
| ← 2009 ← | Liste der Nummer-eins-Hits in Belgien (Flandern) | Liste der Nummer-eins-Hits in Belgien (Flandern) | Liste der Nummer-eins-Hits in Belgien (Flandern) | 2011 →                    |
| \| Zeitraum \| Wo. ges. \| Interpret \| Titel \| Zusätzliche Informationen \| \| (Zeitraum, Wochen auf Platz eins, Interpret, Titel, zusätzliche Informationen) \| \| \| \| \| \| ------------------------------------------------------------------------------ \| -------- \| -------------------------- \| -------------------------------- \| ------------------------- \| \| 28. November 2009 – 15. Januar 2010 7 Wochen \| 7 \| K3 \| MaMaSé! \| – \| \| 16. Januar 2010 – 12. Februar 2010 4 Wochen (insgesamt 5) \| 5 \| Susan Boyle \| I Dreamed a Dream \| – \| \| 13. Februar 2010 – 19. Februar 2010 1 Woche \| 1 \| The Black Box Revelation \| Silver Threats \| – \| \| 20. Februar 2010 – 26. Februar 2010 1 Woche \| 1 \| Massive Attack \| Heligoland \| – \| \| 27. Februar 2010 – 5. März 2010 1 Woche (insgesamt 5) \| 5 \| Susan Boyle \| I Dreamed a Dream \| – \| \| 6. März 2010 – 19. März 2010 2 Wochen \| 2 \| Admiral Freebee \| The Honey & the Knife \| – \| \| 20. März 2010 – 26. März 2010 1 Woche \| 1 \| Gorillaz \| Plastic Beach \| – \| \| 27. März 2010 – 2. April 2010 1 Woche \| 1 \| Sylver \| Decade – The Very Best of Sylver \| – \| \| 3. April 2010 – 16. April 2010 2 Wochen \| 2 \| K’s Choice \| Echo Mountain \| – \| \| 17. April 2010 – 23. April 2010 1 Woche \| 1 \| Meuris \| Spectrum \| – \| \| 24. April 2010 – 7. Mai 2010 2 Wochen \| 2 \| The Sunsets \| Fiesta \| – \| \| 8. Mai 2010 – 28. Mai 2010 3 Wochen \| 3 \| AC/DC \| Iron Man 2 (Soundtrack) \| – \| \| 29. Mai 2010 – 4. Juni 2010 1 Woche \| 1 \| Faithless \| The Dance \| – \| \| 5. Juni 2010 – 11. Juni 2010 1 Woche \| 1 \| The Baseballs \| Strike! \| – \| \| 12. Juni 2010 – 25. Juni 2010 2 Wochen \| 2 \| Tom Dice \| Teardrops \| – \| \| 26. Juni 2010 – 2. Juli 2010 1 Woche \| 1 \| Lady Gaga \| The Fame Monster \| – \| \| 3. Juli 2010 – 13. August 2010 6 Wochen \| 6 \| Regi \| REGIstrated 2 \| – \| \| 14. August 2010 – 20. August 2010 1 Woche \| 1 \| Arcade Fire \| The Suburbs \| – \| \| 21. August 2010 – 3. September 2010 2 Wochen (insgesamt 3) \| 3 \| Christoff \| Alle hits \| – \| \| 4. September 2010 – 17. September 2010 2 Wochen \| 2 \| Eels \| Tomorrow Morning \| – \| \| 18. September 2010 – 24. September 2010 1 Woche (insgesamt 3) \| 3 \| Christoff \| Alle hits \| – \| \| 25. September 2010 – 1. Oktober 2010 1 Woche \| 1 \| Grinderman \| Grinderman 2 \| – \| \| 2. Oktober 2010 – 22. Oktober 2010 3 Wochen \| 3 \| (Verschiedene Interpreten) \| Junior Eurosong 2010 \| – \| \| 23. Oktober 2010 – 5. November 2010 2 Wochen \| 2 \| Kings of Leon \| Come Around Sundown \| – \| \| 6. November 2010 – 26. November 2010 3 Wochen \| 3 \| Ozark Henry \| Hvelreki \| – \| \| 27. November 2010 – 28. Januar 2011 9 Wochen \| 9 \| Marco Borsato \| Dromen durven delen \| – \| |                                                  |                                                  |                                                  |                           |
| ← 2009 |                                                  |                                                  |                                                  | → 2011 →                  |
| Zeitraum | Wo. ges.                                         | Interpret                                        | Titel                                            | Zusätzliche Informationen |
| (Zeitraum, Wochen auf Platz eins, Interpret, Titel, zusätzliche Informationen) |                                                  |                                                  |                                                  |                           |
| 28. November 2009 – 15. Januar 2010 7 Wochen | 7                                                | K3                                               | MaMaSé!                                          | –                         |
| 16. Januar 2010 – 12. Februar 2010 4 Wochen (insgesamt 5) | 5                                                | Susan Boyle                                      | I Dreamed a Dream                                | –                         |
| 13. Februar 2010 – 19. Februar 2010 1 Woche | 1                                                | The Black Box Revelation                         | Silver Threats                                   | –                         |
| 20. Februar 2010 – 26. Februar 2010 1 Woche | 1                                                | Massive Attack                                   | Heligoland                                       | –                         |
| 27. Februar 2010 – 5. März 2010 1 Woche (insgesamt 5) | 5                                                | Susan Boyle                                      | I Dreamed a Dream                                | –                         |
| 6. März 2010 – 19. März 2010 2 Wochen | 2                                                | Admiral Freebee                                  | The Honey & the Knife                            | –                         |
| 20. März 2010 – 26. März 2010 1 Woche | 1                                                | Gorillaz                                         | Plastic Beach                                    | –                         |
| 27. März 2010 – 2. April 2010 1 Woche | 1                                                | Sylver                                           | Decade – The Very Best of Sylver                 | –                         |
| 3. April 2010 – 16. April 2010 2 Wochen | 2                                                | K’s Choice                                       | Echo Mountain                                    | –                         |
| 17. April 2010 – 23. April 2010 1 Woche | 1                                                | Meuris                                           | Spectrum                                         | –                         |
| 24. April 2010 – 7. Mai 2010 2 Wochen | 2                                                | The Sunsets                                      | Fiesta                                           | –                         |
| 8. Mai 2010 – 28. Mai 2010 3 Wochen | 3                                                | AC/DC                                            | Iron Man 2 (Soundtrack)                          | –                         |
| 29. Mai 2010 – 4. Juni 2010 1 Woche | 1                                                | Faithless                                        | The Dance                                        | –                         |
| 5. Juni 2010 – 11. Juni 2010 1 Woche | 1                                                | The Baseballs                                    | Strike!                                          | –                         |
| 12. Juni 2010 – 25. Juni 2010 2 Wochen | 2                                                | Tom Dice                                         | Teardrops                                        | –                         |
| 26. Juni 2010 – 2. Juli 2010 1 Woche | 1                                                | Lady Gaga                                        | The Fame Monster                                 | –                         |
| 3. Juli 2010 – 13. August 2010 6 Wochen | 6                                                | Regi                                             | REGIstrated 2                                    | –                         |
| 14. August 2010 – 20. August 2010 1 Woche | 1                                                | Arcade Fire                                      | The Suburbs                                      | –                         |
| 21. August 2010 – 3. September 2010 2 Wochen (insgesamt 3) | 3                                                | Christoff                                        | Alle hits                                        | –                         |
| 4. September 2010 – 17. September 2010 2 Wochen | 2                                                | Eels                                             | Tomorrow Morning                                 | –                         |
| 18. September 2010 – 24. September 2010 1 Woche (insgesamt 3) | 3                                                | Christoff                                        | Alle hits                                        | –                         |
| 25. September 2010 – 1. Oktober 2010 1 Woche | 1                                                | Grinderman                                       | Grinderman 2                                     | –                         |
| 2. Oktober 2010 – 22. Oktober 2010 3 Wochen | 3                                                | (Verschiedene Interpreten)                       | Junior Eurosong 2010                             | –                         |
| 23. Oktober 2010 – 5. November 2010 2 Wochen | 2                                                | Kings of Leon                                    | Come Around Sundown                              | –                         |
| 6. November 2010 – 26. November 2010 3 Wochen | 3                                                | Ozark Henry                                      | Hvelreki                                         | –                         |
| 27. November 2010 – 28. Januar 2011 9 Wochen | 9                                                | Marco Borsato                                    | Dromen durven delen                              | –                         |

### Jahreshitparaden
| ← 2009 ← | Liste der Nummer-eins-Hits in Belgien (Flandern) | Liste der Nummer-eins-Hits in Belgien (Flandern) | Liste der Nummer-eins-Hits in Belgien (Flandern) | 2011 →   |
| \| Singles \| Position# \| Alben \| \| -------------------------------------------------------------------------------------------------------------------------------------------------------------------------------------------------------------------------------------------------------------------------------------------------------------------------- \| --------- \| ----------------------------------------------- \| \| Alors on danse Stromae Paul Van Haver \| 1 \| MaMaSé! K3 \| \| Waka Waka (This Time for Africa) Shakira feat. Freshlyground Shakira Isabel Mebarak Ripol, John Graham Hill, Zolani Monica Mahola, Simon Eric Attwell, Peter David Cohen, Kyla-Rose Smith, Julio Navela Sigauque, Neil John Francis Hawks, Eugene Victor Doo Belley, Jean Paul Zé Bella, Emile Kojidie, Seredeal Scheepers \| 2 \| This Is It (Soundtrack) Michael Jackson \| \| We No Speak Americano! Yolanda Be Cool vs. DCUP Musik: Renato Carosone; Text: Nicola Salerno \| 3 \| The E.N.D. The Black Eyed Peas \| \| Dos cervezas Tom Waes David Vervoort, Jesse Fabre, Tom Yvo Adrien Waes \| 4 \| Sigh No More Mumford & Sons \| \| Me and My Guitar Tom Dice Tom Cyriel Eeckhout, Noah McNamara, Jeroen Katelijne Herman Swinnen \| 5 \| Junior Eurosong 2010 (Verschiedene Interpreten) \| \| One Swedish House Mafia Allen George, Fred Craig McFarlane \| 6 \| The Fame Monster Lady Gaga \| \| Memories David Guetta feat. Kid Cudi David Guetta, Frederic Jean Riesterer, Scott Ramon Seguro Mescudi \| 7 \| Absynthe Minded \| \| Barbra Streisand Duck Sauce Frank Farian, Heinz Huth, Jürgen Huth, Fred Jay, Armand Van Helden, Alain Macklovitch \| 8 \| The Honey & the Knife Admiral Freebee \| \| I Gotta Feeling The Black Eyed Peas Pierre David Guetta, Frederic Jean Riesterer, William Adams, Allan Apll Pineda, Jaime Gomez, Stacy Ferguson \| 9 \| Come Around Sundown Kings of Leon \| \| Hallelujah Natalia & Gabriel Rios Leonard Cohen \| 10 \| The Very Best Of Enya \| |                                                  |                                                  |                                                  |          |
| ← 2009 |                                                  |                                                  |                                                  | → 2011 → |
| Singles | Position#                                        | Alben                                            |                                                  |          |
| Alors on danse Stromae Paul Van Haver | 1                                                | MaMaSé! K3                                       |                                                  |          |
| Waka Waka (This Time for Africa) Shakira feat. Freshlyground Shakira Isabel Mebarak Ripol, John Graham Hill, Zolani Monica Mahola, Simon Eric Attwell, Peter David Cohen, Kyla-Rose Smith, Julio Navela Sigauque, Neil John Francis Hawks, Eugene Victor Doo Belley, Jean Paul Zé Bella, Emile Kojidie, Seredeal Scheepers | 2                                                | This Is It (Soundtrack) Michael Jackson          |                                                  |          |
| We No Speak Americano! Yolanda Be Cool vs. DCUP Musik: Renato Carosone; Text: Nicola Salerno | 3                                                | The E.N.D. The Black Eyed Peas                   |                                                  |          |
| Dos cervezas Tom Waes David Vervoort, Jesse Fabre, Tom Yvo Adrien Waes | 4                                                | Sigh No More Mumford & Sons                      |                                                  |          |
| Me and My Guitar Tom Dice Tom Cyriel Eeckhout, Noah McNamara, Jeroen Katelijne Herman Swinnen | 5                                                | Junior Eurosong 2010 (Verschiedene Interpreten)  |                                                  |          |
| One Swedish House Mafia Allen George, Fred Craig McFarlane | 6                                                | The Fame Monster Lady Gaga                       |                                                  |          |
| Memories David Guetta feat. Kid Cudi David Guetta, Frederic Jean Riesterer, Scott Ramon Seguro Mescudi | 7                                                | Absynthe Minded                                  |                                                  |          |
| Barbra Streisand Duck Sauce Frank Farian, Heinz Huth, Jürgen Huth, Fred Jay, Armand Van Helden, Alain Macklovitch | 8                                                | The Honey & the Knife Admiral Freebee            |                                                  |          |
| I Gotta Feeling The Black Eyed Peas Pierre David Guetta, Frederic Jean Riesterer, William Adams, Allan Apll Pineda, Jaime Gomez, Stacy Ferguson | 9                                                | Come Around Sundown Kings of Leon                |                                                  |          |
| Hallelujah Natalia & Gabriel Rios Leonard Cohen | 10                                               | The Very Best Of Enya                            |                                                  |          |

## Wallonien

### Singles
| ← 2009 ← | Liste der Nummer-eins-Hits in Belgien (Wallonie) | Liste der Nummer-eins-Hits in Belgien (Wallonie) | Liste der Nummer-eins-Hits in Belgien (Wallonie) | 2011 →                    |
| \| Zeitraum \| Wo. ges. \| Interpret \| Titel Autor(en) \| Zusätzliche Informationen \| \| (Zeitraum, Wochen auf Platz eins, Interpret, Titel, Autor[en], zusätzliche Informationen) \| \| \| \| \| \| ----------------------------------------------------------------------------------------- \| -------- \| --------------------------- \| ---------------------------------------------------------------------------------------------------------------------------------------------------------------------------------------------------------------------------------------------------------------------------------------------- \| ------------------------- \| \| 26. Dezember 2009 – 15. Januar 2010 3 Wochen (insgesamt 5) \| 5 \| The Black Eyed Peas \| Meet Me Halfway Sylvia Gordon, William Adams, Jean Baptiste Kouamé, Stacy Ferguson, Jaime Gomez, Keith Harris, Allan Apll Pineda, Printz Board, Karen Lee Orzolek, Nicholas Joseph Zinner, Brian Chase \| – \| \| 16. Januar 2010 – 26. Februar 2010 6 Wochen \| 6 \| Kesha \| TiK ToK Kesha Sebert, Benjamin Levin, Lukasz Gottwald \| – \| \| 27. Februar 2010 – 5. März 2010 1 Woche \| 1 \| Artists for Haiti \| We Are the World 25 for Haiti Lionel B. Richie Jr., Michael Joe Jackson \| – \| \| 6. März 2010 – 2. April 2010 4 Wochen \| 4 \| David Guetta feat. Kid Cudi \| Memories David Guetta, Frederic Jean Riesterer, Scott Ramon Seguro Mescudi \| – \| \| 3. April 2010 – 7. Mai 2010 5 Wochen \| 5 \| Lady Gaga feat. Beyoncé \| Telephone Beyoncé Gisselle Knowles, Rodney Roy Jerkins, LaShawn Ameen Daniels, Lazonate S. Franklin, Stefani Germanotta \| – \| \| 8. Mai 2010 – 14. Mai 2010 1 Woche (insgesamt 8) \| 8 \| Stromae \| Alors on danse Paul Van Haver \| – \| \| 15. Mai 2010 – 21. Mai 2010 1 Woche \| 1 \| Lady Gaga feat. Beyoncé \| Telephone Beyoncé Gisselle Knowles, Rodney Roy Jerkins, LaShawn Ameen Daniels, Lazonate S. Franklin, Stefani Germanotta \| – \| \| 22. Mai 2010 – 4. Juni 2010 2 Wochen (insgesamt 8) \| 8 \| Stromae \| Alors on danse Paul Van Haver \| – \| \| 5. Juni 2010 – 18. Juni 2010 2 Wochen \| 2 \| Tom Dice \| Me and My Guitar Tom Cyriel Eeckhout, Noah McNamara, Jeroen Katelijne Herman Swinnen \| – \| \| 19. Juni 2010 – 6. August 2010 7 Wochen (insgesamt 8) \| 8 \| Shakira feat. Freshlyground \| Waka Waka (This Time for Africa) Shakira Isabel Mebarak Ripol, John Graham Hill, Zolani Monica Mahola, Simon Eric Attwell, Peter David Cohen, Kyla-Rose Smith, Julio Navela Sigauque, Neil John Francis Hawks, Eugene Victor Doo Belley, Jean Paul Zé Bella, Emile Kojidie, Seredeal Scheepers \| – \| \| 7. August 2010 – 27. August 2010 3 Wochen (insgesamt 4) \| 4 \| Yolanda Be Cool vs. DCUP \| We No Speak Americano! Musik: Renato Carosone; Text: Nicola Salerno \| – \| \| 28. August 2010 – 3. September 2010 1 Woche (insgesamt 8) \| 8 \| Shakira feat. Freshlyground \| Waka Waka (This Time for Africa) Shakira Isabel Mebarak Ripol, John Graham Hill, Zolani Monica Mahola, Simon Eric Attwell, Peter David Cohen, Kyla-Rose Smith, Julio Navela Sigauque, Neil John Francis Hawks, Eugene Victor Doo Belley, Jean Paul Zé Bella, Emile Kojidie, Seredeal Scheepers \| – \| \| 4. September 2010 – 10. September 2010 1 Woche \| 1 \| Yolanda Be Cool vs. DCUP \| We No Speak Americano! Musik: Renato Carosone; Text: Nicola Salerno \| – \| \| 11. September 2010 – 1. Oktober 2010 3 Wochen \| 3 \| Eminem feat. Rihanna \| Love the Way You Lie Alexander Grant Jr., Marshall B. Mathers III, Holly Brook \| – \| \| 2. Oktober 2010 – 8. Oktober 2010 1 Woche \| 1 \| Taio Cruz \| Dynamite Lukasz Gottwald, Benjamin Joseph Levin, Max Martin, Bonnie Leigh McKee, Adetayo Ayowale Onile-Ere \| – \| \| 9. Oktober 2010 – 22. Oktober 2010 2 Wochen (insgesamt 3) \| 3 \| Rihanna \| Only Girl (In the World) Crystal Nicole Johnson, Mikkel Storleer Eriksen, Tor Erik Hermansen, Sandy Julien Wilhelm \| – \| \| 23. Oktober 2010 – 29. Oktober 2010 1 Woche (insgesamt 2) \| 2 \| Duck Sauce \| Barbra Streisand Frank Farian, Heinz Huth, Jürgen Huth, Fred Jay, Armand Van Helden, Alain Macklovitch \| – \| \| 30. Oktober 2010 – 5. November 2010 1 Woche \| 1 \| Rihanna \| Only Girl (In the World) Crystal Nicole Johnson, Mikkel Storleer Eriksen, Tor Erik Hermansen, Sandy Julien Wilhelm \| – \| \| 6. November 2010 – 9. November 2010 1 Woche \| 1 \| Shakira feat. Dizzee Rascal \| Loca Dylan Kwabena Mills, Armando Christian Pérez, Edward E. Bello, Shakira Isabel Mebarak, Carlos Daniel Crespo-Planas \| – \| \| 20. November 2010 – 26. November 2010 1 Woche \| 1 \| Duck Sauce \| Barbra Streisand Frank Farian, Heinz Huth, Jürgen Huth, Fred Jay, Armand Van Helden, Alain Macklovitch \| – \| \| 27. November 2010 – 14. Januar 2011 7 Wochen \| 7 \| The Black Eyed Peas \| The Time (Dirty Bit) Will Adams, Allan Apll Pineda, Jaime Luis Gomez, Stacy Ferguson, Adam Charles Wood Freeland, Alexander Charles Lachlan Drury \| – \| |                                                  |                                                  | |                           |
| ← 2009 |                                                  |                                                  | | → 2011 →                  |
| Zeitraum | Wo. ges.                                         | Interpret                                        | Titel Autor(en) | Zusätzliche Informationen |
| (Zeitraum, Wochen auf Platz eins, Interpret, Titel, Autor[en], zusätzliche Informationen) |                                                  |                                                  | |                           |
| 26. Dezember 2009 – 15. Januar 2010 3 Wochen (insgesamt 5) | 5                                                | The Black Eyed Peas                              | Meet Me Halfway Sylvia Gordon, William Adams, Jean Baptiste Kouamé, Stacy Ferguson, Jaime Gomez, Keith Harris, Allan Apll Pineda, Printz Board, Karen Lee Orzolek, Nicholas Joseph Zinner, Brian Chase                                                                                         | –                         |
| 16. Januar 2010 – 26. Februar 2010 6 Wochen | 6                                                | Kesha                                            | TiK ToK Kesha Sebert, Benjamin Levin, Lukasz Gottwald | –                         |
| 27. Februar 2010 – 5. März 2010 1 Woche | 1                                                | Artists for Haiti                                | We Are the World 25 for Haiti Lionel B. Richie Jr., Michael Joe Jackson | –                         |
| 6. März 2010 – 2. April 2010 4 Wochen | 4                                                | David Guetta feat. Kid Cudi                      | Memories David Guetta, Frederic Jean Riesterer, Scott Ramon Seguro Mescudi | –                         |
| 3. April 2010 – 7. Mai 2010 5 Wochen | 5                                                | Lady Gaga feat. Beyoncé                          | Telephone Beyoncé Gisselle Knowles, Rodney Roy Jerkins, LaShawn Ameen Daniels, Lazonate S. Franklin, Stefani Germanotta | –                         |
| 8. Mai 2010 – 14. Mai 2010 1 Woche (insgesamt 8) | 8                                                | Stromae                                          | Alors on danse Paul Van Haver | –                         |
| 15. Mai 2010 – 21. Mai 2010 1 Woche | 1                                                | Lady Gaga feat. Beyoncé                          | Telephone Beyoncé Gisselle Knowles, Rodney Roy Jerkins, LaShawn Ameen Daniels, Lazonate S. Franklin, Stefani Germanotta | –                         |
| 22. Mai 2010 – 4. Juni 2010 2 Wochen (insgesamt 8) | 8                                                | Stromae                                          | Alors on danse Paul Van Haver | –                         |
| 5. Juni 2010 – 18. Juni 2010 2 Wochen | 2                                                | Tom Dice                                         | Me and My Guitar Tom Cyriel Eeckhout, Noah McNamara, Jeroen Katelijne Herman Swinnen | –                         |
| 19. Juni 2010 – 6. August 2010 7 Wochen (insgesamt 8) | 8                                                | Shakira feat. Freshlyground                      | Waka Waka (This Time for Africa) Shakira Isabel Mebarak Ripol, John Graham Hill, Zolani Monica Mahola, Simon Eric Attwell, Peter David Cohen, Kyla-Rose Smith, Julio Navela Sigauque, Neil John Francis Hawks, Eugene Victor Doo Belley, Jean Paul Zé Bella, Emile Kojidie, Seredeal Scheepers | –                         |
| 7. August 2010 – 27. August 2010 3 Wochen (insgesamt 4) | 4                                                | Yolanda Be Cool vs. DCUP                         | We No Speak Americano! Musik: Renato Carosone; Text: Nicola Salerno | –                         |
| 28. August 2010 – 3. September 2010 1 Woche (insgesamt 8) | 8                                                | Shakira feat. Freshlyground                      | Waka Waka (This Time for Africa) Shakira Isabel Mebarak Ripol, John Graham Hill, Zolani Monica Mahola, Simon Eric Attwell, Peter David Cohen, Kyla-Rose Smith, Julio Navela Sigauque, Neil John Francis Hawks, Eugene Victor Doo Belley, Jean Paul Zé Bella, Emile Kojidie, Seredeal Scheepers | –                         |
| 4. September 2010 – 10. September 2010 1 Woche | 1                                                | Yolanda Be Cool vs. DCUP                         | We No Speak Americano! Musik: Renato Carosone; Text: Nicola Salerno | –                         |
| 11. September 2010 – 1. Oktober 2010 3 Wochen | 3                                                | Eminem feat. Rihanna                             | Love the Way You Lie Alexander Grant Jr., Marshall B. Mathers III, Holly Brook | –                         |
| 2. Oktober 2010 – 8. Oktober 2010 1 Woche | 1                                                | Taio Cruz                                        | Dynamite Lukasz Gottwald, Benjamin Joseph Levin, Max Martin, Bonnie Leigh McKee, Adetayo Ayowale Onile-Ere | –                         |
| 9. Oktober 2010 – 22. Oktober 2010 2 Wochen (insgesamt 3) | 3                                                | Rihanna                                          | Only Girl (In the World) Crystal Nicole Johnson, Mikkel Storleer Eriksen, Tor Erik Hermansen, Sandy Julien Wilhelm | –                         |
| 23. Oktober 2010 – 29. Oktober 2010 1 Woche (insgesamt 2) | 2                                                | Duck Sauce                                       | Barbra Streisand Frank Farian, Heinz Huth, Jürgen Huth, Fred Jay, Armand Van Helden, Alain Macklovitch | –                         |
| 30. Oktober 2010 – 5. November 2010 1 Woche | 1                                                | Rihanna                                          | Only Girl (In the World) Crystal Nicole Johnson, Mikkel Storleer Eriksen, Tor Erik Hermansen, Sandy Julien Wilhelm | –                         |
| 6. November 2010 – 9. November 2010 1 Woche | 1                                                | Shakira feat. Dizzee Rascal                      | Loca Dylan Kwabena Mills, Armando Christian Pérez, Edward E. Bello, Shakira Isabel Mebarak, Carlos Daniel Crespo-Planas | –                         |
| 20. November 2010 – 26. November 2010 1 Woche | 1                                                | Duck Sauce                                       | Barbra Streisand Frank Farian, Heinz Huth, Jürgen Huth, Fred Jay, Armand Van Helden, Alain Macklovitch | –                         |
| 27. November 2010 – 14. Januar 2011 7 Wochen | 7                                                | The Black Eyed Peas                              | The Time (Dirty Bit) Will Adams, Allan Apll Pineda, Jaime Luis Gomez, Stacy Ferguson, Adam Charles Wood Freeland, Alexander Charles Lachlan Drury | –                         |

### Alben
| ← 2009 ← | Liste der Nummer-eins-Hits in Belgien (Wallonie) | Liste der Nummer-eins-Hits in Belgien (Wallonie) | Liste der Nummer-eins-Hits in Belgien (Wallonie) | 2011 →                    |
| \| Zeitraum \| Wo. ges. \| Interpret \| Titel \| Zusätzliche Informationen \| \| (Zeitraum, Wochen auf Platz eins, Interpret, Titel, zusätzliche Informationen) \| \| \| \| \| \| ------------------------------------------------------------------------------ \| -------- \| ------------------- \| --------------------------------------- \| ------------------------- \| \| 26. Dezember 2009 – 8. Januar 2010 2 Wochen (insgesamt 3) \| 3 \| Vanessa Paradis \| Best Of \| – \| \| 9. Januar 2010 – 21. Januar 2010 2 Wochen \| 2 \| Seal \| Hits \| – \| \| 22. Januar 2010 – 12. Februar 2010 3 Wochen (insgesamt 4) \| 4 \| The Black Eyed Peas \| The E.N.D. \| – \| \| 13. Februar 2010 – 19. Februar 2010 1 Woche \| 1 \| Musical \| Mozart – l’opéra rock \| – \| \| 20. Februar 2010 – 26. Februar 2010 1 Woche (insgesamt 2) \| 2 \| Sade \| Soldier of Love \| – \| \| 27. Februar 2010 – 5. März 2010 1 Woche \| 1 \| Peter Gabriel \| Scratch My Back \| – \| \| 6. März 2010 – 12. März 2010 1 Woche (insgesamt 2) \| 2 \| Sade \| Soldier of Love \| – \| \| 13. März 2010 – 19. März 2010 1 Woche \| 1 \| Arid \| Under the Cold Street Lights \| – \| \| 20. März 2010 – 9. April 2010 3 Wochen \| 3 \| Les Enfoirés \| 2010: Les Enfoirés … La crise de nerfs! \| – \| \| 10. April 2010 – 28. Mai 2010 7 Wochen \| 7 \| Christophe Maé \| On trace la route \| – \| \| 29. Mai 2010 – 4. Juni 2010 1 Woche \| 1 \| Faithless \| The Dance \| – \| \| 5. Juni 2010 – 2. Juli 2010 4 Wochen \| 4 \| Katie Melua \| The House \| – \| \| 3. Juli 2010 – 20. August 2010 7 Wochen \| 7 \| Stromae \| Cheese \| – \| \| 21. August 2010 – 3. September 2010 2 Wochen \| 2 \| Zaz \| Zaz \| – \| \| 4. September 2010 – 10. September 2010 1 Woche \| 1 \| Yannick Noah \| Frontières \| – \| \| 11. September 2010 – 1. Oktober 2010 3 Wochen \| 3 \| Michel Sardou \| Être une femme 2010 \| – \| \| 2. Oktober 2010 – 8. Oktober 2010 1 Woche \| 1 \| Zazie \| Za7ie \| – \| \| 9. Oktober 2010 – 29. Oktober 2010 3 Wochen \| 3 \| Raphaël \| Pacific 231 \| – \| \| 30. Oktober 2010 – 5. November 2010 1 Woche \| 1 \| AaRON \| Birds in the Storm \| – \| \| 6. November 2010 – 12. November 2010 1 Woche \| 1 \| Shakira \| Sale el sol \| – \| \| 13. November 2010 – 19. November 2010 1 Woche \| 1 \| Ozark Henry \| Hvelreki \| – \| \| 20. November 2010 – 26. November 2010 1 Woche \| 1 \| Florent Pagny \| Tout et son contraire \| – \| \| 27. November 2010 – 3. Dezember 2010 1 Woche (insgesamt 2) \| 2 \| Lara Fabian \| Best of Lara Fabian \| – \| \| 4. Dezember 2010 – 10. Dezember 2010 1 Woche \| 1 \| Calogero \| V.O.-V.S. \| – \| \| 11. Dezember 2010 – 17. Dezember 2010 1 Woche (insgesamt 2) \| 2 \| Lara Fabian \| Best of Lara Fabian \| – \| \| 18. Dezember 2010 – 24. Dezember 2010 1 Woche \| 1 \| Mylène Farmer \| Bleu noir \| – \| \| 25. Dezember 2010 – 28. Januar 2011 5 Wochen \| 5 \| Les Enfoirés \| Le meilleur des Enfoirés – 20 ans \| – \| |                                                  |                                                  |                                                  |                           |
| ← 2009 |                                                  |                                                  |                                                  | → 2011 →                  |
| Zeitraum | Wo. ges.                                         | Interpret                                        | Titel                                            | Zusätzliche Informationen |
| (Zeitraum, Wochen auf Platz eins, Interpret, Titel, zusätzliche Informationen) |                                                  |                                                  |                                                  |                           |
| 26. Dezember 2009 – 8. Januar 2010 2 Wochen (insgesamt 3) | 3                                                | Vanessa Paradis                                  | Best Of                                          | –                         |
| 9. Januar 2010 – 21. Januar 2010 2 Wochen | 2                                                | Seal                                             | Hits                                             | –                         |
| 22. Januar 2010 – 12. Februar 2010 3 Wochen (insgesamt 4) | 4                                                | The Black Eyed Peas                              | The E.N.D.                                       | –                         |
| 13. Februar 2010 – 19. Februar 2010 1 Woche | 1                                                | Musical                                          | Mozart – l’opéra rock                            | –                         |
| 20. Februar 2010 – 26. Februar 2010 1 Woche (insgesamt 2) | 2                                                | Sade                                             | Soldier of Love                                  | –                         |
| 27. Februar 2010 – 5. März 2010 1 Woche | 1                                                | Peter Gabriel                                    | Scratch My Back                                  | –                         |
| 6. März 2010 – 12. März 2010 1 Woche (insgesamt 2) | 2                                                | Sade                                             | Soldier of Love                                  | –                         |
| 13. März 2010 – 19. März 2010 1 Woche | 1                                                | Arid                                             | Under the Cold Street Lights                     | –                         |
| 20. März 2010 – 9. April 2010 3 Wochen | 3                                                | Les Enfoirés                                     | 2010: Les Enfoirés … La crise de nerfs!          | –                         |
| 10. April 2010 – 28. Mai 2010 7 Wochen | 7                                                | Christophe Maé                                   | On trace la route                                | –                         |
| 29. Mai 2010 – 4. Juni 2010 1 Woche | 1                                                | Faithless                                        | The Dance                                        | –                         |
| 5. Juni 2010 – 2. Juli 2010 4 Wochen | 4                                                | Katie Melua                                      | The House                                        | –                         |
| 3. Juli 2010 – 20. August 2010 7 Wochen | 7                                                | Stromae                                          | Cheese                                           | –                         |
| 21. August 2010 – 3. September 2010 2 Wochen | 2                                                | Zaz                                              | Zaz                                              | –                         |
| 4. September 2010 – 10. September 2010 1 Woche | 1                                                | Yannick Noah                                     | Frontières                                       | –                         |
| 11. September 2010 – 1. Oktober 2010 3 Wochen | 3                                                | Michel Sardou                                    | Être une femme 2010                              | –                         |
| 2. Oktober 2010 – 8. Oktober 2010 1 Woche | 1                                                | Zazie                                            | Za7ie                                            | –                         |
| 9. Oktober 2010 – 29. Oktober 2010 3 Wochen | 3                                                | Raphaël                                          | Pacific 231                                      | –                         |
| 30. Oktober 2010 – 5. November 2010 1 Woche | 1                                                | AaRON                                            | Birds in the Storm                               | –                         |
| 6. November 2010 – 12. November 2010 1 Woche | 1                                                | Shakira                                          | Sale el sol                                      | –                         |
| 13. November 2010 – 19. November 2010 1 Woche | 1                                                | Ozark Henry                                      | Hvelreki                                         | –                         |
| 20. November 2010 – 26. November 2010 1 Woche | 1                                                | Florent Pagny                                    | Tout et son contraire                            | –                         |
| 27. November 2010 – 3. Dezember 2010 1 Woche (insgesamt 2) | 2                                                | Lara Fabian                                      | Best of Lara Fabian                              | –                         |
| 4. Dezember 2010 – 10. Dezember 2010 1 Woche | 1                                                | Calogero                                         | V.O.-V.S.                                        | –                         |
| 11. Dezember 2010 – 17. Dezember 2010 1 Woche (insgesamt 2) | 2                                                | Lara Fabian                                      | Best of Lara Fabian                              | –                         |
| 18. Dezember 2010 – 24. Dezember 2010 1 Woche | 1                                                | Mylène Farmer                                    | Bleu noir                                        | –                         |
| 25. Dezember 2010 – 28. Januar 2011 5 Wochen | 5                                                | Les Enfoirés                                     | Le meilleur des Enfoirés – 20 ans                | –                         |

### Jahreshitparaden
| ← 2009 ← | Liste der Nummer-eins-Hits in Belgien (Wallonie) | Liste der Nummer-eins-Hits in Belgien (Wallonie)     | Liste der Nummer-eins-Hits in Belgien (Wallonie) | 2011 →   |
| \| Singles \| Position# \| Alben \| \| -------------------------------------------------------------------------------------------------------------------------------------------------------------------------------------------------------------------------------------------------------------------------------------------------------------------------- \| --------- \| ---------------------------------------------------- \| \| Waka Waka (This Time for Africa) Shakira feat. Freshlyground Shakira Isabel Mebarak Ripol, John Graham Hill, Zolani Monica Mahola, Simon Eric Attwell, Peter David Cohen, Kyla-Rose Smith, Julio Navela Sigauque, Neil John Francis Hawks, Eugene Victor Doo Belley, Jean Paul Zé Bella, Emile Kojidie, Seredeal Scheepers \| 1 \| 2010: Les Enfoirés … La crise de nerfs! Les Enfoirés \| \| Alors on danse Stromae Paul Van Haver \| 2 \| On trace la route Christophe Maé \| \| TiK ToK Kesha Kesha Sebert, Benjamin Levin, Lukasz Gottwald \| 3 \| The E.N.D. The Black Eyed Peas \| \| Memories David Guetta feat. Kid Cudi David Guetta, Frederic Jean Riesterer, Scott Ramon Seguro Mescudi \| 4 \| One Love David Guetta \| \| Help Myself (Nous ne faisons que passer) Gaëtan Roussel Musik: Gaëtan Roussel, Joseph Dahan; Text: Gaëtan Roussel \| 5 \| Soldier of Love Sade \| \| I Gotta Feeling The Black Eyed Peas Pierre David Guetta, Frederic Jean Riesterer, William Adams, Allan Apll Pineda, Jaime Gomez, Stacy Ferguson \| 6 \| Zaz \| \| Stereo Love Edward Maya feat. Vika Jigulina Edward Maya, Vika Jigulina \| 7 \| Best Of Vanessa Paradis \| \| Non non non (écouter Barbara) Camélia Jordana Musik: Edouard Paul Louis Virgile Ficat; Text: Laurent Damien Lescarret \| 8 \| Être une femme 2010 Michel Sardou \| \| Telephone Lady Gaga feat. Beyoncé Beyoncé Gisselle Knowles, Rodney Roy Jerkins, LaShawn Ameen Daniels, Lazonate S. Franklin, Stefani Germanotta \| 9 \| Mozart – l’opéra rock (Musical) \| \| Bad Romance Lady Gaga Nadir Khayat, Stefani Germanotta \| 10 \| Cœur de Pirate \| |                                                  |                                                      |                                                  |          |
| ← 2009 |                                                  |                                                      |                                                  | → 2011 → |
| Singles | Position#                                        | Alben                                                |                                                  |          |
| Waka Waka (This Time for Africa) Shakira feat. Freshlyground Shakira Isabel Mebarak Ripol, John Graham Hill, Zolani Monica Mahola, Simon Eric Attwell, Peter David Cohen, Kyla-Rose Smith, Julio Navela Sigauque, Neil John Francis Hawks, Eugene Victor Doo Belley, Jean Paul Zé Bella, Emile Kojidie, Seredeal Scheepers | 1                                                | 2010: Les Enfoirés … La crise de nerfs! Les Enfoirés |                                                  |          |
| Alors on danse Stromae Paul Van Haver | 2                                                | On trace la route Christophe Maé                     |                                                  |          |
| TiK ToK Kesha Kesha Sebert, Benjamin Levin, Lukasz Gottwald | 3                                                | The E.N.D. The Black Eyed Peas                       |                                                  |          |
| Memories David Guetta feat. Kid Cudi David Guetta, Frederic Jean Riesterer, Scott Ramon Seguro Mescudi | 4                                                | One Love David Guetta                                |                                                  |          |
| Help Myself (Nous ne faisons que passer) Gaëtan Roussel Musik: Gaëtan Roussel, Joseph Dahan; Text: Gaëtan Roussel | 5                                                | Soldier of Love Sade                                 |                                                  |          |
| I Gotta Feeling The Black Eyed Peas Pierre David Guetta, Frederic Jean Riesterer, William Adams, Allan Apll Pineda, Jaime Gomez, Stacy Ferguson | 6                                                | Zaz                                                  |                                                  |          |
| Stereo Love Edward Maya feat. Vika Jigulina Edward Maya, Vika Jigulina | 7                                                | Best Of Vanessa Paradis                              |                                                  |          |
| Non non non (écouter Barbara) Camélia Jordana Musik: Edouard Paul Louis Virgile Ficat; Text: Laurent Damien Lescarret | 8                                                | Être une femme 2010 Michel Sardou                    |                                                  |          |
| Telephone Lady Gaga feat. Beyoncé Beyoncé Gisselle Knowles, Rodney Roy Jerkins, LaShawn Ameen Daniels, Lazonate S. Franklin, Stefani Germanotta | 9                                                | Mozart – l’opéra rock (Musical)                      |                                                  |          |
| Bad Romance Lady Gaga Nadir Khayat, Stefani Germanotta | 10                                               | Cœur de Pirate                                       |                                                  |          |